# Peruc
Peruc (deutsch Perutz) ist eine Minderstadt (městys) in Tschechien. Sie liegt zwölf Kilometer östlich von Louny und gehört zum Okres Louny.

## Geographie
Der Ort befindet sich rechtsseitig oberhalb des Tales des Débeřský potok auf einer Hochfläche. In Peruc kreuzen sich die Staatsstraßen 239 zwischen Louny und Velvary und die 237 zwischen Libochovice und Nové Strašecí. Durch den Ort führt die von der Prag-Duxer Eisenbahn errichtete Eisenbahnstrecke Kralupy nad Vltavou–Most.
Nachbarorte sind Pálek, Stradonice und Chrastín im Norden, Černochov im Osten, Vraný und Vrbičany im Südosten, Telce im Süden, Vrbno nad Lesy und Hřivčice im Südwesten, Milonka, Débeř und Slavětín im Westen sowie Kystra und Radonice nad Ohří im Nordwesten.

## Geschichte
Nach alten Überlieferungen war Peruc der Schauplatz der Romanze des Fürsten Oldřich mit der Bauerntochter Božena, aus der sein Sohn Břetislav I. hervorging. Daran erinnert im Ort die Oldřich-Eiche und Božena-Quelle.
Der erste urkundliche Nachweis stammt aus dem Jahre 1170. Bis zu den Hussitenkriegen gehörte der Ort zu den Besitztümern des Prämonstratenserklosters Strahov. Nachfolgend wechselten sich weltliche Besitzer häufig ab. Zu ihnen gehörten Johann Dietrich von Ledebur, der Perutz 1673 erwarb. Bis 1718 besaßen die Ledebur den Ort und 1814 wurde er durch das Adelsgeschlecht Thun und Hohenstein erworben. Bis zur Enteignung im Jahre 1945 blieben diese Besitzer des Schlosses. Das Schlossgut gehörte dann bis 1963 dem Volksausschuss des Okres Louny und wurde anschließend den staatlichen Museen in Prag überschrieben. 1994 wurde die Gemeinde Eigentümer des Schlosses.
Am 30. November 2005 wurde ein Partnerschaftsvertrag mit der sächsischen Gemeinde Leubsdorf geschlossen.
Peruc besitzt seit dem 1. Dezember 2006 den Status einer Minderstadt (městys).
Am 9. März 2007 erwarben die Investoren Francis James Hellyer und Emmanuel Ciolfi aus Wales das Schloss für 19.000.000 Kronen. Nach Abschluss der Sanierung soll das Objekt als Hotel genützt werden.

## Ortsgliederung
Die Gemeinde Peruc besteht aus den Ortsteilen Černochov (Czernochow), Chrastín (Chrastin), Hřivčice (Pflanzendorf), Pátek (Patek), Peruc (Perutz), Radonice nad Ohří (Radonitz an der Eger), Stradonice (Stradonitz) und Telce (Teletz). Das Gemeindegebiet gliedert sich in die Katastralbezirke Černochov, Hřivčice, Pátek u Loun, Peruc, Radonice nad Ohří, Stradonice u Pátku und Telce.

## Sehenswürdigkeiten

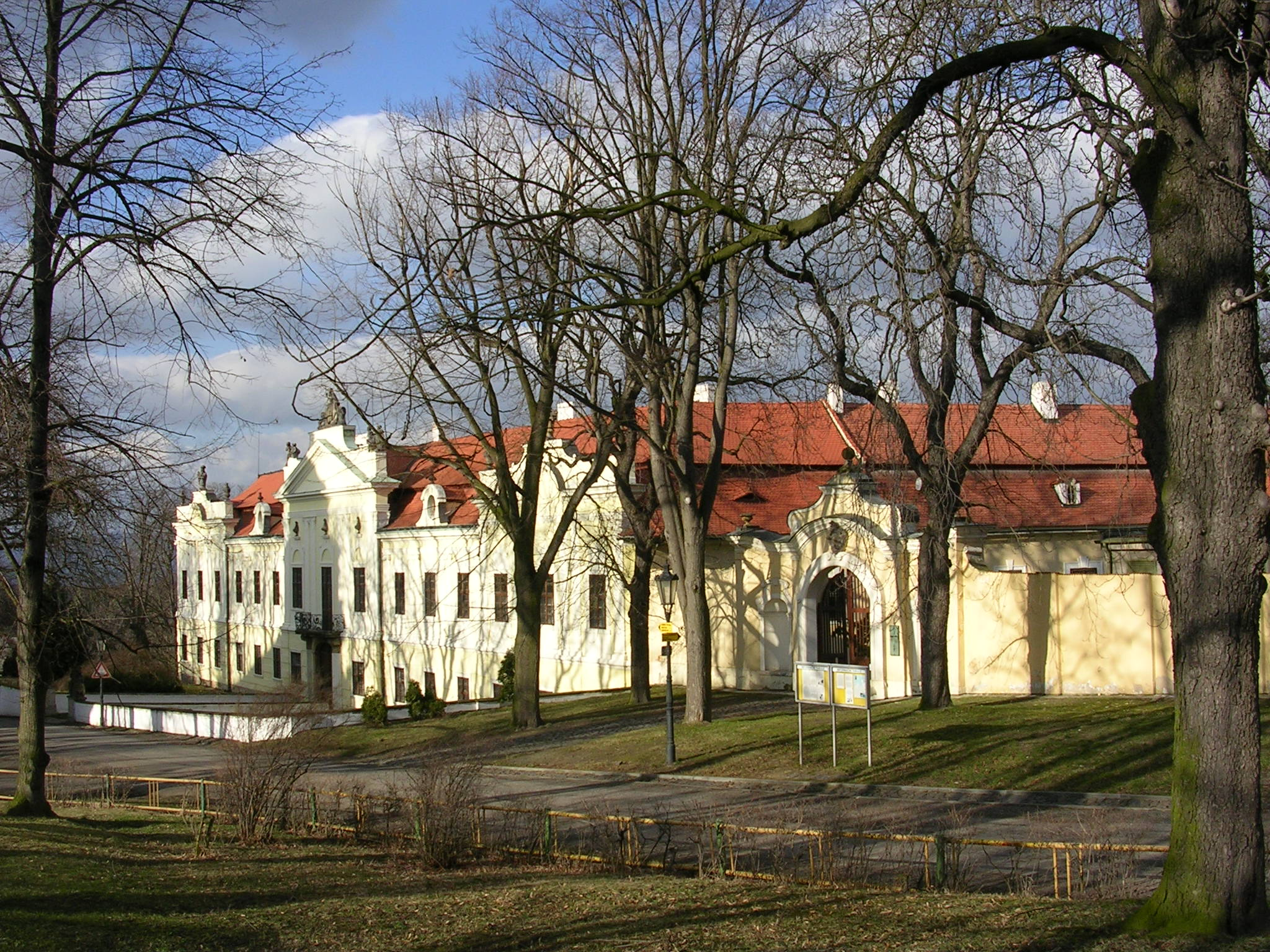
Schloss Peruc

- Kirche St. Peter und Paul, begonnen 1694 von Antonio della Porta und vollendet zwischen 1760 und 1770 von Pietro Paolo Columbani.
- Barockschloss Peruc, 1770 gestaltet von Ignaz Franz Platzer. Zur Anlage gehört ein Schlosspark.
- Die Oldřich-Eiche ist wahrscheinlich älter als 1000 Jahre und besitzt einen Stammumfang von 9,70 m am Fuße. Sie steht an der Božena-Quelle, die eine pseudogotische Überdachung hat.

## Persönlichkeiten
- Der Maler Emil Filla (1882–1953) verbrachte in Peruc die letzten Jahre seines Lebens.
- Pater František Daneš, ein tschechischer Patriot und Pädagoge wirkte lange Jahre in Peruc. Während dieser Zeit war das Pfarramt Treffpunkt führender Persönlichkeiten der Nationalen Wiedergeburt, u. a.  František Palacký, Karel Havlíček Borovský, František Ladislav Čelakovský, Josef Václav Frič, František Ladislav Rieger, Karel Sabina, Svatopluk Čech und Václav Vladivoj Tomek. Seine letzte Ruhestätte befindet sich unter einer neoklassizistischen Kapelle auf dem Friedhof von Peruc.
- In Pátek wurde Friedrich Schnirch (1791–1868), Ingenieur und Brückenbauer geboren. Er baute u. a. die nicht mehr existierenden Kettenbrücken in Žatec und Postoloprty.